# NEWS STATION
《 NEWS STATION 》是朝日電視台系（ANN）在1985年10月7日到2004年3月26日期間播出的新聞節目，由朝日電視台與Office・Two・One共同制作。該節目是日本民營電視台第一個在晚間22:00時段播出的大型帶狀新聞節目，長期在同時段取得收視領先，平均收视率达14.4%（Video Research调查，关东地区家庭·实时）。

## 概要
该节目替代了朝日电视台平日23:00播出的《ANN News Final》和《ANN体育新闻》，在原先播出电视剧和综艺节目的平日22:00时段播出，于朝日电视台迁入ARK放送中心后同步开播。
从构想阶段开始，广告代理公司电通就参与节目，久米宏在这一阶段被启用，并参加会议。当时除了久米宏外，筑紫哲也也曾被作为主播的有力候补而公示。为了准备节目，久米宏在1985年4月之前退出除《时尚》（日本电视台系列节目）以外的正式节目。
在当时的日本，该时间段播出的新闻节目仅有独立U局近畿放送（现在的京都放送）的地方新闻节目《Timely 10》，于1980年开始播出。《NEWS STATION》是民营电视台首次尝试在该时段播出全国联播新闻节目，朝日电视台内不少人对节目的未来感到不安。
节目开播第一周的周平均收视率是8.68%（Video Research调查，关东地区家庭·实时，下同），为低收视率所苦。1986年2月起，以菲律宾人民力量革命为契机，节目收视率稳定在20%左右的高水平，成为朝日电视台的招牌节目，有245期节目收视率超过20%。
节目以“中学生也能理解的新闻”（中学生でもわかるニュース）为理念，利用题板、地图、模型、实物、政治家玩偶、积木等简单易懂的方式，解释政治和经济新闻中难解的用语，从而吸引观众。初期，节目重视手写、手工制作等模拟感，但也积极引进计算机图形等新技术。在安竹宫三人竞争的1987年自民党总裁选举中，节目用积木表示各派系并预测结果。1990年代初，在气象新闻公司的协助下，节目在天气预报中使用了计算机三维图形。在伊拉克战争中，节目于地图上使用CAD系统，通过直观的操作缩放地图。从2002年开始，节目广泛使用不进行色键处理的实时图形。此外，节目运用的背景音乐、旁白、字幕等手法类似于Wide Show，往往令新闻过于耸人听闻。节目主持人久米宏等不只是读稿，也通过即兴表演发表“个人感想或意见”，这一模式当时很少见。
以往，即使在外包制作十分常见的民营电视台，新闻节目也被视为禁区，极少委托外部制作。而《NEWS STATION》少有地引入Office・Two・One作为外部制作公司，参与节目制作。
节目最初为单声道广播，1993年4月19日开始改为立体声广播。节目末期，演播室画面采用高清播出。

## 历史

### 节目策划及开播
1984年夏天，节目原型的策划制定会议开始，由久米宏和Office・Two・One的工作人员秘密进行，与《久米宏的TV Scramble》节目（日本电视台）的策划会议并行。久米宏认为《TV Scramble》“起到了连接未来新闻节目的踏板作用”，并提出新节目的主题是“中学生也能理解的新闻”。考虑到当时新闻节目王座上的NHK《新闻中心9时》，久米宏认为“在幕后决一胜负太鲁莽”，最多设想在晚间23:00播出半小时，但随着会议的进行，渐渐浮现出在平日黄金时间播出1小时的构想。由于1小时不能进行核算，节目时长改为1小时15分。电通从策划阶段开始就组成特别小组，实施观众动向营销和收视率模拟实验，对《新闻中心9时》进行一周的分析，并制定基本构想。
此后在电通的支持下，Office・Two・One的工作人员将该节目的策划书带入包括TBS电视台在内的在京各局，引起敏感反应。时任朝日电视台报道局次长小田久荣门正提出“报道是电视的本道”，在《朝日新闻》社会部出身的时任社长田代喜久雄的决定下，结合朝日电视台迁移至ARK放送中心的大型纪念活动，电视台决定加入该节目。当时台内对新节目的出台提出了指责和抗议，认为“外部制作公司进入电视台最神圣、最不可侵犯的报道领域”、“在黄金时段投入收视率不理想的大型新闻节目”、“启用完全不了解报道现场的其他电视台播音员出身的电视主持人”等，打破了以往禁忌。不过小田久荣门仍成立了特别组，并从局内召集员工，人事变动以自上而下的方式进行，在公司内部被笑称为“红纸”。自此，电通营业战略会议、朝日电视台新放送中心开设相关节目会议、Office・Two・One策划会议，为节目的启动而同步进行。
1985年7月29日，电视台正式宣布节目开播和启用主播久米宏的信息，并开始播出节目预告。久米宏与朝日电视台签订为期两年的合同。8月，节目进行模拟实验，由于新闻和综艺无秩序地混在一起，节目主体丧失。由于此前的新闻节目只能由播音员播报记者原稿，而没有制作经验的报道局不能制作1小时以上的节目，节目形成了朝日电视台制作局和Office・Two・One组成的合体组，与报道局合制节目的形式。与朝日电视台和Office・Two・One分别进行的会议并行，三方开始准备全体会议。
全体会议中，报道局记者执着于“正确传达事实的正统派新闻节目”而忌讳华丽的演出和新的形式，而Office・Two・One把重点放在如何让新闻看起来简单有趣，注重布景和演播室的演出，两方产生冲突。这一冲突在节目开播后仍在继续。
节目以主播久米宏、副主播小宫悦子（当时为朝日电视台播音员，1991年起成为自由播音员）、解说员小林一喜（当时为《朝日新闻》论说委员）为中心，并设立体育播音员（朝冈聪）、记者（渡边宜嗣）。除了朝日电视台自己的播音员外，节目还通过公开招募选出多名主播，在一般公开招募组中，有桥谷能理子（前静冈电视台播音员，担任演播室助理）、若林正人（前东京银行调查员，担任评论员兼记者）、杉本典子（前三菱商社勤务，体育担当）、坪井贵久美（前筑波科学博览会接待员，新闻担当）、内田诚（早稻田大学研究生，担任记者）、松本侑子（筑波大学学生，担任天气播音员，后转为作家）等。

### 初期（1985年10月-1988年4月）
历经上述准备，节目在1985年10月7日正式开播，成为日本民营电视台首次在平日黄金时段，播出超过1个小时的大型新闻节目。节目初期在周一到周四22:00-23:17（《大相扑文摘》播出时，23:15结束），由于未与朝日放送电视台协调周五22:00时段的节目，周五版的《NEWS STATION》推迟一小时至23:00-次日0:00播出（《大相扑文摘》播出时，23:45结束）。
首期节目的第一个主题是放入石狩锅的三文鱼，通过现场直播与北海道、九州、鹿儿岛、新潟等地连线，节目原计划以三文鱼为切入点分析环境问题，但由于录像设备故障，只得改为上述内容。此后一段时间，“三文鱼”成为工作人员的“禁语”。
节目最初为公开形式播出，在主要演播室A演播室设有观众席，具有一定的综艺节目色彩。原则上A演播室不播出常规新闻，而是单独设立新闻板块，由小宫悦子、坪井贵久美在报道局旁的N演播室播报。但随着阪神虎夺得联赛冠军、菲律宾人民力量革命等重大事件发生，经常需要整期节目都在N演播室临时播出。再加上公开招募的主播难以应付，加之收视率低迷的影响，节目加快了内容和主播配置的调整。首播数期之后，节目取消A演播室的观众席。1986年4月开始，整期节目由久米宏、小宫悦子、小林一喜三人组负责主持、播报、解说，新闻播报特征更为强烈。除了担任记者并不定期兼任天气主播的桥谷、不定期兼任嘉宾解说员的若林和天气播报员松本、记者内田诚外，公开招募的主播阵容暂时转为专职记者，并在开播一年内全部退出节目。
演播室方面，从1986年久米、小宫、小林三人体制形成前后到90年代初为止，节目到体育环节前为止的前半部分从N演播室播出，三人转移到A演播室，后半部分从A演播室播出。不过也有全篇从A演播室播出的情况，也有因重大新闻或A演播室重新装修为由，全篇从N演播室播出的情况。
不过，周五版在节目调整一年后仍保留强烈的综艺色彩，继续在A演播室安排观众，小宫只在N演播室主持。当时的周五版配合五天工作制的落实，继承了《TV Scramble》等节目，以代替周六的“休息日前夜”这一定位，并加上来自N演播室的常规新闻，每次邀请两名嘉宾到A演播室参与节目，当时有“周五CHECK”、“夫人教养系列”、“新闻之谜”、“倒计时JAPAN”、“新闻·俗语学习室”、“新闻分水岭”、“新闻故乡”、“救济AID”等栏目。
1986年7月开始，选举特别节目《选举STATION》正式开播。

### 中期（久米・小宫时代、1988年4月-1998年3月）
1988年4月改编后，朝日放送电视台撤离周五22:00档，《NEWS STATION》周一至周五播出时间统一。原定于3月25日和4月1日分两周播出周五版完结特别节目，但3月25日因临时新闻未能播出，只在4月1日播出。受此影响，《周五CHECK》分两期播出。从周五版最后一期的4月1日开始，周一至周五播出时间统一为22:00-23:17。
1988年4月改编后，周五的节目仍留有周五版的痕迹，包括“周五演唱会”等企划，以及在90年代后引入特里伊藤和笑福亭松之助等只在周五出演的固定演员等，间中也有音乐家和喜剧演员作为嘉宾登场，形成与周一到周四不同的氛围（此后的《报道STATION》中也没有改变）。
从1995年4月开始，周五的节目增加一名副主播（两人轮班），加上久米、小宫、解说员，周五的节目形成4人体制。
1996年10月，体育主播坪井直树转职晚间的《STATION EYE》，体育主播由角泽照治接任，直到节目完结为止。
1997年4月开始，周五设置女性体育播报员。第一代由朝日电视台体育局记者长岛三奈担任。
1998年3月27日，小宫悦子转任《超级J频道》周一至周四的主播，但周五仍继续担任《NEWS STATION》主播。周一至周四则由3名代班主播接替5周，直至第二代副主播就任。此后小宫仍担任《选举STATION》的主播。

### 中期（1998年4月-1999年12月）
节目在1998年5月11日调整，比改编期晚一个月。除了久米宏之外，节目由来自TBS电视台的渡边真理、朝日电视台体育局记者白木清、从1997年11月开始出演的解说员菅沼荣一郎形成4人组。节目此前只在周五由4人主持，此次调整后周一至周五均为4人主持。节目主题曲改用哥斯佩勒斯的歌曲，开场改为与以往完全不同的新闻影像为背景，但也有不使用新闻影像的情况（如调整后的第一期播出了久米、真理、白木走向演播室的画面，以及哥斯佩勒斯作为嘉宾在演播室演唱主题曲）和主题曲编曲错误等例外情况。
1998年9月25日，小宫悦子周五转任《超级J频道》主播，至此完全退出节目。
1999年10月6日播出后，久米突然以合约到期为由暂时退出节目。久米宏在此后的著作中称：“两年一签的合约恰好在1999年9月到期，我向朝日电视台表明不再续约。世纪之交也算是个合适的节点。”尽管电视台高层多次挽留，甚至安排社长与他单独会谈，最终双方通过Office・Two・One达成折中方案：三个月休整期后改为逐年签约。从10月7日到年末为止，节目首席主播由渡边宜嗣接替约3个月。

### 后期（2000年1月-2003年7月）
2000年1月4日，久米宏时隔三个月后重返节目。节目同步改版，上山千穗接替前一年12月离职的白木，负责全周播报工作，形成久米、真理、上山与评论员四人共演的模式。评论员改为四人轮班制（包括清水建宇、萩谷顺、森永卓郎、船曳建夫。船曳在2000年加入，至2002年退出）。主题曲更换为福冈裕作曲的新版本，演播室布景、节目标识及平面设计全面更新，节目标识从片假名显示的“ニュースステーション”变更为英文“NEWS STATION”。开场影像改为预告当日新闻内容的形式，改版初期还采用过合成新闻画面与背景音乐播报头条新闻的方式。
2000年3月27日，节目播出时间提前6分钟，改为21:54开播，结束时间相应从23:20提前至23:09。节目结构也同步微调。2000年4月14日，周五女性体育主播人选更新，取代从朝日电视台离职的长岛三奈，起用因《前进！电波少年》受到关注的艺人兼演员真中瞳（现名东风万智子）。
同日，NHK为对抗本节目，在同一时段推出《NHK10点新闻》。
2002年，节目围绕日韩合办的2002年世界杯推出特别企划，节目在年初直播日本队对战突尼斯队赛况。4月1日至6月28日期间，每日开场播放世界杯历史特别片头（解说由足球专项主播川平慈英担任，主题曲由Char创作）。
2002年10月的节目调整中，开播17年来持续参与节目（期间曾有短暂离开）的宜嗣因出任《SUPER MORNING》首席主播而退出。

### 节目完结（2003年8月-2004年3月）
2003年8月25日，官方宣布该节目将于次年春季停播。久米宏虽刚开启当年夏季休假，但仍在搬迁前的朝日电视台总部大厦召开了节目停播发布会，宣布2004年3月卸任，并称终止原因为“已经全力以赴、体力不支”及“2000年复出时约定的三年期限”。
朝日电视台社长广濑道贞在2003年9月30日的例行记者会上透露，久米自三年前便多次提出卸任意向，经判断已无法继续挽留，故双方达成协议，出演合约于2004年春季终止。
2003年9月29日，随着朝日电视台总部搬迁，节目演播室从ARK放送中心转移至位于六本木新城的总部大厦，并对演播室布景和主题曲进行全面更新。标题保留原设计，但主色调由橙黄系改为青蓝系，主题曲由U2乐团重新创作。
2004年3月26日，节目播出最终回，除当日新闻外，还包含对过去19年新闻的回顾，并设计了“现代久米（时年50岁）穿越回1985年节目开播时参观演播室”的特别桥段，为这档历时19年的节目落下帷幕。
《报道STATION》继承了该节目。值得注意的是，本节目的角泽照治与河野明子，以及体育环节的宫嶋泰子、栗山英树均继续参与了《报道STATION》开播初期的制作。
当记者在发布会上问及久米对继任主播古馆伊知郎的看法时，久米回应：“听说节目都要停播了，不存在的节目怎么可能有主持人呢？”对此古馆在杂志访谈中表示：“（觉得久米）真是个冷漠的人啊”“从那之后就开始讨厌他了”，但随后又补充道：“一半怀着对业界大前辈的尊敬，另一半还是讨厌，这就是我的真实感受。”不过久米后来曾表达过对古馆的体谅：“我深切理解他有多辛苦（最近没看节目，或许潜意识在回避）”“我是从地基开始建造房子，享有创作自由。而他不得不在原有地基上改建，这种束缚肯定很煎熬。”
久米还指出：“包括古馆在内，很多人都存在误解。虽然观众普遍认为我在《NEWS STATION》里说了很多话，但实际上绝大多数新闻都是由我朗读导语稿。很多人误将读稿时间当作即兴谈话，这可能导致继任者产生了‘必须说够多长时间’的压力。其实我真正的即兴发言，短的时候只有2秒左右。”
与古馆在《报道STATION》卸任后仍参与朝日电视台节目不同，久米自本节目终结后从未直接出演过该台任何节目。
值得一提的是，《报道STATION》于2004年4月5日首播，2004年3月29日至4月2日的对应时段则以《ANN NEWS&SPORTS》作为过渡节目播出。

## 出演者
首席主播、副主播、评论员
| 1985.10.7 | 1991.2.22  | 久米宏    | 小宫悦子  | 小宫悦子  | 小林一喜                              |
| 1991.2.25 | 1991.5.17  | 久米宏    | 小宫悦子  | 小宫悦子  | （不在）                              |
| 1991.5.20 | 1992.10.9  | 久米宏    | 小宫悦子  | 小宫悦子  | 田所竹彦                              |
| 1992.10.12 | 1996.3.29  | 久米宏    | 小宫悦子  | 小宫悦子  | 和田俊                                |
| 1996.4.1 | 1997.10.31 | 久米宏    | 小宫悦子  | 小宫悦子  | 高成田亨                              |
| 1997.11.3 | 1998.3.27  | 久米宏    | 小宫悦子  | 小宫悦子  | 菅沼荣一郎                            |
| 1998.3.30 | 1998.4.3   | 久米宏    | 堀越武子1 | 堀越武子1 | 菅沼荣一郎                            |
| 1998.4.6 | 1998.4.17  | 久米宏    | 堀越武子1 | 小宫悦子  | 菅沼荣一郎                            |
| 1998.4.20 | 1998.5.1   | 久米宏    | 渡边南1   | 小宫悦子  | 菅沼荣一郎                            |
| 1998.5.4 | 1998.5.8   | 久米宏    | 渡边宜嗣1 | 小宫悦子  | 菅沼荣一郎                            |
| 1998.5.11 | 1998.9.25  | 久米宏    | 渡边真理  | 小宫悦子  | 菅沼荣一郎                            |
| 1998.9.28 | 1998.10.2  | 久米宏    | 渡边真理  | （不在）  | 菅沼荣一郎                            |
| 1998.10.5 | 1999.4.20  | 久米宏    | 渡边真理  | 渡边真理  | 菅沼荣一郎                            |
| 1999.4.23 | 1999.10.6  | 久米宏    | 渡边真理  | 渡边真理  | 辔田隆史2                             |
| 1999.10.7 | 1999.12.23 | 渡边宜嗣3 | 渡边真理  | 渡边真理  | 辔田隆史2                             |
| 2000.1.4 | 2002.3.29  | 久米宏    | 渡边真理  | 渡边真理  | 清水建宇4 萩谷順4 森永卓郎4 船曳建夫4 |
| 2002.4.1 | 2004.3.26  | 久米宏    | 渡边真理  | 渡边真理  | 清水建宇4 萩谷順4 森永卓郎4           |
| - 1 因渡边真理延期到任，由代理主播担当。 - 2 兼任《超级J频道》评论员。 - 3 久米下台后成为事实上的代任。 - 4 每日轮流出演（2004年3月26日的最终回为轮流担任每个话题的评论员，最后全员出场）。 |            |           |           |           |                                       |

- 包括小林在内的新闻评论员（除船曳、森永外）历任皆为由朝日新闻记者或具有该报社经历者担任。节目筹备时制作方向朝日新闻社委托人选，小林由此获选。他不仅担任评论员，有时也负责外景连线报道，在1999年播出的《NEWS STATION物语》专题片中更被介绍为“主播”。
- 首任评论员小林与久米、小宫组成黄金三人组广受观众喜爱，但小林于1991年2月19日离世。小林曾在久米缺席时唯一一次尝试代班首席主播。
- 1990年代前，周五节目常设特邀评论员环节。
- 渡边真理与久米同为TBS电视台出身，是唯一同时担任过本节目及其竞争节目《筑紫哲也 NEWS23》主播的媒体人。

特邀评论员
- 黑柳彻子：联合国儿童基金会亲善大使，经常作为嘉宾出演节目，汇报自身活动情况并宣传联合国儿童基金会卡片等，多在周五出演。
- 福冈政行（日语：福岡政行）：国政选举期间出演，因选举预测准确而出名。
- 青木功：主要在全美及全英高尔夫公开赛（担任解说）的宣传和现场直播报道中频繁出演。
- 笑福亭松之助（日语：笑福亭松之助）：曾以评论员身份在周五出演（1996年）。
- 特里伊藤（日语：テリー伊藤）：曾以评论员身份在周五出演（1997年-1998年左右）。
- 糸井重里：主要在早期周五版节目中出演。作为巨人队球迷，也曾参与“巨人援助”环节。
- 黑铁弘：作为巨人队球迷代表参与"巨人援助"等环节。
- 栗山英树：主要以本人采访报道为主，后续节目《报道Station》中继续出演。
- 大桥巨泉（日语：大橋巨泉）。

副播音员、体育播音员、天气播音员
| 1985.10.7 | 1986.3.31  | 橋谷能理子1 坪井貴久美1 | 橋谷能理子1 坪井貴久美1 | 橋谷能理子1 坪井貴久美1 | 朝冈聪 杉本典子 | 朝冈聪 杉本典子 | 朝冈聪 杉本典子   | 松本裕子 桥谷能理子 | 松本裕子 桥谷能理子         |
| 1986.4.1 | 1987.9.18  | 无                      | 无                      | 无                      | 朝冈聪          | 朝冈聪          | 朝冈聪            | 松本裕子            | 松本裕子                    |
| 1987.9.21 | 1988.3.25  | 无                      | 无                      | 无                      | 松井康真2       | 松井康真2       | 松井康真2         | 松本裕子            | 松本裕子                    |
| 1988.3.28 | 1988.9.30  | 无                      | 无                      | 无                      | 松井康真3       | 松井康真3       | 朝冈聪3・4        | 大谷千亚纪          | 大谷千亚纪                  |
| 1988.10.3 | 1990.3.30  | 无                      | 无                      | 无                      | 松井康真3       | 松井康真3       | 朝冈聪3・4        | 胜惠子              | 胜惠子                      |
| 1990.4.2 | 1991.3.22  | 无                      | 无                      | 无                      | 松井康真        | 松井康真        | 松井康真          | 胜惠子              | 胜惠子                      |
| 1991.3.25 | 1991.3.29  | 无                      | 无                      | 无                      | 松井康真        | 松井康真        | 松井康真 飯村真一 | 胜惠子              | 胜惠子                      |
| 1991.4.1 | 1993.9.24  | 无                      | 无                      | 无                      | 飯村真一        | 飯村真一        | 飯村真一          | 胜惠子              | 胜惠子                      |
| 1993.9.27 | 1993.10.1  | 无                      | 无                      | 无                      | 飯村真一        | 飯村真一        | 飯村真一          | 胜惠子              | 坪井直树                    |
| 1993.10.4 | 1994.3.25  | 无                      | 无                      | 无                      | 坪井直树        | 坪井直树        | 坪井直树          | 胜惠子 坪井直树     | 胜惠子 坪井直树             |
| 1994.3.28 | 1994.4.1   | 无                      | 无                      | 无                      | 坪井直树        | 坪井直树        | 坪井直树          | 胜惠子 坪井直树     | 胜惠子 大石惠               |
| 1994.4.4 | 1995.3.31  | 无                      | 无                      | 无                      | 坪井直树        | 坪井直树        | 坪井直树          | 大石惠              | 大石惠                      |
| 1995.4.3 | 1996.3.29  | 无                      | 无                      | 冈田洋子5               | 坪井直树        | 坪井直树        | 坪井直树          | 大石惠 内藤聪子     | 大石惠 内藤聪子             |
| 1996.4.1 | 1996.10.2  | 无                      | 无                      | 冈田洋子5 小谷真生子    | 坪井直树        | 坪井直树        | 坪井直树          | 乾贵美子 河合薰     | 乾贵美子 河合薰             |
| 1996.10.3 | 1997.3.28  | 无                      | 无                      | 冈田洋子5 小谷真生子    | 角泽照治        | 角泽照治        | 角泽照治          | 乾贵美子 河合薰     | 乾贵美子 河合薰             |
| 1997.3.31 | 1998.3.27  | 无                      | 无                      | 小谷真生子 丸川珠代     | 角泽照治        | 角泽照治        | 长岛三奈          | 乾贵美子 河合薰     | 乾贵美子 河合薰             |
| 1998.3.30 | 1998.5.8   | 无                      | 无                      | 丸川珠代                | 角泽照治        | 角泽照治        | 长岛三奈          | 乾贵美子 河合薰     | 乾贵美子 河合薰             |
| 1998.5.11 | 1998.10.2  | 白木清                  | 白木清                  | 丸川珠代                | 角泽照治        | 角泽照治        | 长岛三奈          | 乾贵美子 河合薰     | 乾贵美子 河合薰             |
| 1998.10.5 | 1999.1.29  | 白木清                  | 白木清                  | 白木清                  | 角泽照治        | 角泽照治        | 长岛三奈          | 乾贵美子 河合薰     | 乾贵美子 河合薰             |
| 1999.2.1 | 1999.12.23 | 上山千穂                | 白木清                  | 白木清                  | 角泽照治        | 角泽照治        | 长岛三奈          | 乾贵美子 河合薰     | 乾贵美子 河合薰             |
| 2000.1.4 | 2000.4.3   | 上山千穂                | 上山千穂                | 上山千穂                | 角泽照治        | 角泽照治        | 长岛三奈          | 増田雅昭            | 斋藤义雄 宫部二朗 饭岛荣一6 |
| 2000.4.3 | 2000.12.28 | 上山千穂                | 上山千穂                | 上山千穂                | 角泽照治        | 角泽照治        | 真中瞳            | 増田雅昭            |                             |
| 2001.1.4 | 2002.6.28  | 上山千穂                | 上山千穂                | 上山千穂                | 角泽照治        | 角泽照治        | 真中瞳            | 上山千穂            | 上山千穂                    |
| 2002.7.1 | 2002.9.27  | 上山千穂                | 上山千穂                | 上山千穂                | 角泽照治7       | 河野明子        | 真中瞳            | 上山千穂            | 上山千穂                    |
| 2002.9.30 | 2004.3.26  | 上山千穂                | 上山千穂                | 上山千穂                | 角泽照治7       | 河野明子7       | 河野明子7         | 上山千穂            | 上山千穂                    |
| - 1 桥谷担任来自A演播室的演播室助理，坪井负责N演播室播出的新闻环节。 - 2 周五同时兼任《MUSIC STATION》的工作。 - 3 因松井兼顾《MUSIC STATION》的安排所致，朝冈从1988年4月1日（周五版最后一期）开始出演。 - 4 1989年3月之前同时负责《NEWS SHUTTLE》，同年4月起兼任《NIGHTLINE》和《花金DATA LAND》。 - 5 1995年10月至1996年9月期间同时担任《STATION EYE》。 - 6 台风临近时随时参与报道。 - 7 继续出演后续节目《报道STATION》（角泽担任记者，河野担任副主播） |            |                         |                         |                         |                 |                 |                   |                     |                             |

### 其他播音员
体育播音员（不含首席）
- 川平慈英（日语：川平慈英）：足球赛、日职联期间担任（1993.4-2004.3）
- 宫嶋泰子（日语：宮嶋泰子）：朝冈缺席时代任
- 石桥幸治（日语：石橋幸治）

副播音员（不定期出演、代任播音员）
- 山本明美
- 高橋真紀子（日语：高橋真紀子）
- 萩野志保子
- 吉元潤子（日语：吉元潤子）
- 川北桃子（日语：川北桃子）
- 平石直之（日语：平石直之）（2002.1-2004.3）

### 记者
- 渡边宜嗣（日语：渡辺宜嗣）：自节目开播以来主要负责现场采访，久米缺席时也代班担任主主持人。期间曾因负责《NOW演播室（日语：なうNOWスタジオ）》《晨间秀》《STATION EYE（日语：ステーションEYE）》等节目而暂时离开，但17年来始终是节目的中坚力量。
- 若林正人（日语：若林正人）：首期出演成员之一，以夜樱直播报道闻名，也曾在小林疗养期间代班担任嘉宾评论员。
- 渡边美波（日语：渡辺みなみ）：1986年10月卸任《ANN NEWS RADAR（日语：ANNニュースレーダー）》后，以纽约播音员等身份参与本节目。小宫缺席时兼任副播音员。
- 桥谷能理子：首期出演成员之一，早期担任演播室助理及负责天气预报环节，1987年9月退出后转职工作日晨间节目《早安！CNN（日语：おはよう!CNN）》，后活跃于TBS电视台。
- 内田忠男（日语：内田忠男）：除1988年10月至1993年4月期间因负责《晨间秀》《STATION EYE（日语：ステーションEYE）》调回国内之外，主要在纽约分局参与节目。
- 宮嶋泰子：体育专题负责人兼导演。
- 三反园训（日语：三反園訓）：主要从国会记者会馆进行连线。
- 立松和平（日语：立松和平）：负责“心灵与感动之旅”专栏。
- 羽田健太郎：钢琴演奏直播（天气环节）
- 安藤优子（日语：安藤優子）：负责CNN专栏，1987年3月与朝日电视台合约到期后退出，同年秋季转投富士电视台。
- 神田秀一（日语：神田秀一 (ジャーナリスト)） - 皇室相关新闻负责人，曾短暂兼任天气主播。
- 西胁亨辅（日语：西脇亨輔）（1998.9-2002.7）：几乎每日负责现场报道，因有司法研修经历，同时负责司法领域采访。
- 平石直之
- 长岛三奈
- 小林一枝（日语：小林一枝）
- 下平沙耶香（日语：下平さやか）
- 雪野智世（日语：雪野智世）
- 松苗慎一郎（日语：松苗慎一郎）
- 冈田洋子
- 小谷真生子：小宫缺席时代班。离任后活跃于东京电视台。
- 佐藤纪子（日语：佐藤紀子 (アナウンサー)）
- 木下智佳子（日语：木下智佳子）
- 田中真理子（日语：田中真理子）
- 田丸美寿寿（日语：田丸美寿々）
- 木佐彩子（日语：木佐彩子）：转职富士电视台之前出演。
- 山口容子（日语：山口容子）
- 内田诚（日语：内田誠）：首期节目成员之一，在众多公开招募的参与者短期退出的情况下，他与若林、桥谷同为公开选拔中长期留任的成员，在新闻报道中活跃。退出节目后转型成为专业记者。

补充
- 渡边宜嗣是久米休假期间的固定代班主持。此外，包括担任过现场记者和副播音员的小谷、早期负责CNN栏目的安藤，以及同时胜任演播室助理、外景报道和天气预报环节的桥谷等众多女性播音员，她们后来在其他电视台的活跃发展，很多都以本节目为起跳板。

### 代班安排
- 久米每年8月至9月惯例休暑假，自1990年代起通常会连续休假三周。但这段期间往往会发生重大事件，甚至形成“久米一开始休夏假就必定出大新闻”[h]的说法。在其因暑假或采访缺席期间，1990年之前主要由宜嗣代班，1991至1994年则由朝冈代理。1995年起再次由宜嗣代班，不过其定位更接近副主播而非首席主播，实际代班工作多由小宫承担。自真理作为副主播加入后，改由宜嗣负责代班。2000年后宜嗣不再出演，实际代班工作由真理接手。
- 小宫缺席时由渡边美波代班（后期偶尔由小谷代理），真理缺席时则由不定期出演的副主播代班。
- 上山缺席时，节目会采用久米与真理的两人主持模式，或由该电视台新生代女主播代班。
- 体育新闻代班安排方面：朝冈时期由宫岛代班，其后情况不明。2000年代由上山与河野（2002年起加入）负责（若上山缺席则由女性主播代班）。

## 播出时间
| 时期      | 时期      | 周一至周四          | 周五                   |
| --------- | --------- | ------------------- | ---------------------- |
| 1985.10.7 | 1988.3.25 | 22:00-23:17（77分） | 23:00-次日0:00（60分） |
| 1988.3.28 | 1994.9.30 | 22:00-23:17（77分） | 22:00-23:17（77分）    |
| 1994.10.3 | 2000.3.24 | 22:00-23:20（80分） | 22:00-23:20（80分）    |
| 2000.3.27 | 2001.9.28 | 21:54-23:09（75分） | 21:54-23:09（75分）    |
| 2001.10.1 | 2004.3.26 | 21:54-23:10（76分） | 21:54-23:10（76分）    |

备注
- 因日本职业棒球直播延后、电视剧及综艺节目延长或特别节目安排，播出时间可能有所变动。
- 岁末年初因新年特别节目编排，本节目暂停播出，改为播放10至15分钟的《ANN新闻》。
- 2000年3月27日起，开播时间提前6分钟（“飞行开播（日语：フライングスタート (放送)）”），原21:54-22:00时段的节目[i]被取消。
- 节目末期的时间安排被后续节目《报道STATION》继承。

### 特别编排
发生重大灾害等突发新闻时，可能提前至21点开播或延长播送时间。
- 首次延长播送时间为1986年2月25日，因菲律宾政变相关报道延长30分钟。
- 首次提前开播为1986年11月21日，因伊豆大岛三原山大规模喷发，改为22点起播出约2小时的延长版。
- 以此为开端，后续在波斯湾战争爆发、皇太子德仁亲王婚礼、阪神·淡路大地震、美国九一一事件等时均采取类似措施。在三原山喷发期间，当时的跨网台山形放送因无法调整编排，曾临时联播60分钟。

### 体育节目特别编排
甲子园赛事期间
每年8月中旬举办全国高等学校棒球锦标赛期间，为播放集锦节目《热斗甲子园》（朝日放送制作）采取特别编排：
- 1989年及之前，《热斗甲子园》在22:00-22:30播出，1986-1987年间，《NEWS STATION》顺延30分钟（周一至周四22:30-23:47，周五版23:30-次日0:30）；1988-1989年间，缩短至1小时（22:30-23:30）。
- 1990-1999年，以终战纪念日（8月15日）前后为界，大会前半、后半分别于23:20-23:50和23:00-23:30播出，大会前半播出期间，节目正常播出（22:00-23:17→22:00-23:20），后半播出期间，节目缩短为1小时（22:00-23:00）。
- 2000年实行“飞行开播”后，《热斗甲子园》调整为23:09-23:39播出，2002年起改为23:10-23:40，本节目播出时间与常规时期一致（21:54-23:09→21:54-23:10）。

大相扑举办期间
大相扑举办期间为播出《大相扑集锦》，节目缩短3分钟，1995年4月改版后取消。2000年4月实行“飞行开播”后，《大相扑集锦》改在《NEO VARIETY》或周五夜间连续剧后播出，2003年9月搬迁至六本木新总部前夕停播。1988年3月前的周五版曾缩短为45分钟（23:45结束）。

## 另見
- 报道STATION